# Agust D (mixtape)
Agust D es el primer mixtape del rapero surcoreano Agust D, también conocido como Suga miembro de BTS.  
Fue publicado el 16 de agosto de 2016 para su descarga digital gratuita y para streaming en SoundCloud.

## Antecedentes y lanzamiento
En julio de 2016 se anunció que Suga lanzaría su primer mixtape en solitario y se convertiría así en el segundo miembro de BTS en hacerlo, después de RM (en ese entonces Rap Monster) El álbum, titulado Agust D, se publicó el 16 de agosto de 2016 de forma gratuita a través de varios servicios de música. El mixtape se grabó en el periodo entre 2011 y 2016. Suga creó más de sesenta canciones entre 2014 y 2016, cifra que ascendía a ochenta contando colaboraciones y los temas finalmente publicados. Él mismo expresó que era difícil crear esa clase de ritmos y letras para BTS y que como Agust D podía expresarse libremente.
En una entrevista concedida a Marie Claire en la última fase de preparación del álbum declaró: «Me he expresado de forma clara en relación a qué pienso de la juventud. También he hablado de forma honesta sobre mí mismo. Soy la clase de persona a la que le gusta crear basándome en la realidad que he experimentado desde la adolescencia hasta los veinte, mi vida diaria, mis conflictos y mis sueños». Dijo también que su mayor preocupación había sido siempre no tener un sueño claro y que siempre había vivido intentado ajustarse al molde de la sociedad, pero al hacerse adulto se había dado cuenta de que la realidad era diferente de lo que esperaba.
Suga explicó que había elegido publicar un mixtape en vez de un álbum porque le parecía que un álbum estaba atrapado dentro de una estructura fija y que además hubiese sentido la presión de que el álbum entrase en las listas de Melon. Sobre las canciones incluidas dijo: «Cuando hice la lista de canciones me preocupé mucho. Sobre cómo tenía que encajar las cosas para que fluyeran y para expresar claramente las historias que quería incluir». Empezó a componer el tema principal, «Agust D», en 2011 con la intención de hablar de su verdadero yo que otros no conocían.
Suga interpretó por primera vez una canción del mixtape en directo —«Tony Montana» en colaboración con Jimin— durante el tercer fanmeeting del grupo en Corea en noviembre de 2016. A finales de 2016 Agust D consiguió entrar en la lista de los álbumes más populares en Tumblr en el número ocho.

## Recepción crítica
Tamar Herman para Billboard dijo sobre el álbum: «"Agust D" trae al frente la elección de profesión y las dificultades de Suga (Min Yoongi) con un estilo rap de la vieja escuela. (...) A través de los apasionados diez temas de "Agust D", Suga añadió un nuevo elemento a su carrera, separando el arte de su mixtape de lo que ha publicado con BTS como uno de los más prominentes compositores y escritores del grupo». Herman postuló que la primera parte del álbum, que comprende los temas «Intro», «Agust D» y «Give It To Me», eran pura grandilocuencia. Después el mixtape hacía una transición hacia la cruda realidad de la depresión, el trastorno obsesivo-compulsivo y la fobia social que habían afectado a Suga desde que dejó Daegu y la angustia que había sentido por venderse. En la última parte, con los temas «Interlude: Dream, Reality» y «So Far Away», Suga expresaba la contradicción de desear que la realidad no fuese más que un sueño a la vez que instaba a los oyentes a seguir soñando. Herman hizo hincapié también en el hecho de que el mixtape había sido producido completamente por Suga, un acontecimiento atípico en el mundo K-pop.
Jeff Benjamin para Fuse dijo que el alter ego Agust D servía para demostrar la habilidad de la estrella para las producciones populares, el rap hardcore y para hacer de sus vulnerabilidades su fuerza. Sobre «Agust D» declaró que Suga había encontrado la manera de reinterpretar sutilmente el sample de «It's a Man's Man's Man's World» de James Brown de forma que llamase la atención de los más acérrimos seguidores del hip hop. El ritmo del rap era más agresivo que nunca hablando de las limitaciones que conllevaba ser una estrella k-pop. El resto de canciones trataban temas como la identidad o la salud mental, pero yendo más allá de lo que BTS se puede permitir. El medio incluyó el mixtape en su lista «Los 20 mejores mixtapes de 2016» alegando que Suga se había alejado de los temas seguros tratados en k-pop adoptando una nueva personalidad como Agust D y que la música en sí era ambiciosa.
El servicio de música Tidal incluyó a Suga en la lista «Los cinco artistas que ver esta semana» en el mes de septiembre. Declarando que el rapero tenía como influencia a artistas como Lupe Fiasco, Desiigner y YG, los autores manifestaron sobre el álbum: «Exhibiendo de forma prominente un acercamiento a la cultura de la juventud totalmente franco y sin censurar, temas viriles como "Give It To Me" demuestran la clase de honestidad emotiva que antes no estaba al alcance de la estrella k-pop. Dicho de otra manera: no necesitas conocer el idioma para sentir el fuego de este artista en ascenso».

## Vídeos musicales
El vídeo musical de «Agust D» se publicó el 16 de agosto de 2016 a medianoche. En menos de doce horas el vídeo consiguió un millón de visitas en Youtube y alcanzó los diez millones en noviembre de ese año. El concepto del vídeo es la «juventud errante» y cuenta la historia de cómo Suga escapa después de estar atado y encerrado en una auto-caravana para después nacer como Agust D. El rodaje se llevó a cabo el 19 de julio en un estudio de Namyangju, en la provincia de Gyeonggi. El director del vídeo fue Sungwook Kim de la compañía OUI, con Suji Kim como asistente de dirección, Hyunsuk Song como técnico de iluminación y Gwiok Sin como diseñador de set. La edición se hizo de forma conjunta por Lumpens y OUI.
Por su parte, el vídeo de «Give it to Me» se publicó el 19 de agosto a medianoche. Al igual que en el vídeo de «Agust D», el director fue Sungwook Kim  de OUI con Suji Kim como asistente de dirección, Hyunsuk Song como técnico de iluminación y Gwiok Sin como diseñador de set. Tanto «Agust D» como «Give it to Me» entraron en la lista de vídeos K-pop más vistos en agosto de 2016 en Estados Unidos y en el mundo, «Agust D» en el segundo y tercer puesto y «Give it to Me» en el sexto y octavo, respectivamente.

## Lista de canciones
| N.º   | Título                            | Escritor(es)         | Duración |  |
| 1.    | «Intro : DT sugA (feat. DJ Friz)» | Agust D, Pdogg       | 1:04     |  |
| 2.    | «Agust D»                         | Agust D              | 3:54     |  |
| 3.    | «give it to me»                   | Agust D              | 2:29     |  |
| 4.    | «skit»                            | Agust D              | 1:14     |  |
| 5.    | «724148» (치리사일사팔)           | Agust D              | 3:05     |  |
| 6.    | «140503 at dawn» (140503 새벽에)  | Agust D, Slow Rabbit | 1:24     |  |
| 7.    | «The Last» (마지막)               | Agust D, June, Pdogg | 4:05     |  |
| 8.    | «Tony Montana (feat. Yankie)»     | Agust D, Pdogg       | 3:28     |  |
| 9.    | «Interlude : Dream, Reality»      | Agust D, Slow Rabbit | 1:32     |  |
| 10.   | «so far away (feat. Suran)»       | Agust D, Slow Rabbit | 5:58     |  |
| 28:18 |                                   |                      |          |  |